# Belfried

Verbreitung der Belfriede in Belgien und Nord-Frankreich, die zum Weltkulturerbe gehören

Als Belfried (niederländisch Belfort, französisch beffroi, beffroy oder belefroi) wird ein hoher, schlanker Glockenturm bezeichnet, der besonders für flämische Städte typisch ist.

## Funktion
Die meisten Belfriede wurden zur Zeit der Gotik gebaut und gehören zu den bedeutendsten Profanbauten des Mittelalters. Ihnen gingen häufig hölzerne Türme voraus, von denen keiner erhalten ist. Sie wurden von den weltlichen Stadtbehörden oder den Zünften bzw. Gilden als Symbol der bürgerlichen Macht errichtet, auch gegenüber jener der Kirche. In der Regel ist der Belfried mit dem Rathaus verbunden oder befindet sich freistehend daneben.
Als sicherster Ort einer Stadt beherbergte der Turm in seinem Innern meist das Stadtarchiv, die Schatzkammer und oft auch ein Gefängnis. Darüber hinaus diente er als Wachturm (um Feinde, aber auch Stadtbrände schnell zu entdecken) und zum Ausrufen öffentlicher Angelegenheiten. Diese Aufgaben wurden vom Türmer wahrgenommen. Eine Stadtglocke, ab dem 16. Jahrhundert auch das Carillon, dessen Hauptverbreitungsgebiete ebenfalls in Belgien, Nordfrankreich und den Niederlanden liegen, strukturierte die Zeit und gab das Signal zum Öffnen und Schließen der Stadttore, markierte Anfang und Ende der Arbeitszeit oder läutete zu Festivitäten. Ähnliche Funktionen wie der städtische Belfried weisen auch der Donjon und der Bergfried einer Burg auf.

## Belfriede in Belgien und Frankreich
23 Belfriede in Nordfrankreich (Französisch-Flandern) und 33 Belfriede in Belgien wurden 1999 und 2005 zum UNESCO-Weltkulturerbe erklärt. In die Liste wurden mit den eigentlichen Belfrieden auch einige Kirchtürme aufgenommen, diese sind in der Liste kursiv markiert. Belfriede sind ein flämisches Architekturphänomen, daher sind die flämischen Namen der französischen oder wallonischen Städte in Klammern beigefügt.
WKE = Weltkulturerbe
| Stadt                                  | Region                     | Bauzeit                               | Höhe   | WKE seit | Besonderheiten | Bild |
| -------------------------------------- | -------------------------- | ------------------------------------- | ------ | -------- | --- | ---- |
| Aalst (frz. Alost)                     | Belgien, Ostflandern       | 1460                                  |        | 1999     | spätgotisch; ersetzte einen Eckturm aus dem 13. Jahrhundert, der damit der älteste im Bereich der Niederlande war; Carillon mit 52 Glocken |      |
| Abbeville (Abbekerke)                  | Frankreich, Somme          | 1986                                  | 27 m   | 2005     | im Zweiten Weltkrieg fast vollständig zerstört und bis 1986 nicht originalgetreu rekonstruiert |      |
| Aire-sur-la-Lys (Ariën aan de Leie)    | Frankreich, Pas-de-Calais  | 1724                                  | 45 m   | 2005     | Vorgängerbau von 1355; nach dem Ersten Weltkrieg originalgetreu wieder aufgebaut |      |
| Amiens                                 | Frankreich, Somme          | 1749                                  | 52 m   | 2005     | Vorgängerbau von 1410; heutiger Bau von 1749; im Zweiten Weltkrieg zerstört und wieder aufgebaut |      |
| Antwerpen (frz. Anvers)                | Belgien, Provinz Antwerpen | 15./16. Jh., 1518 vollendet           | 123 m  | 1999     | Kirchturm der Liebfrauenkathedrale; prägend für den spätgotischen Flamboyant-Stil; Carillon mit 49 Glocken |      |
| Antwerpen                              | Belgien, Provinz Antwerpen | 1561–1564                             |        | 1999     | Rathaus auf dem Grote Markt erbaut von Cornelis Floris II. im Stil der Renaissance |      |
| Armentières (Armentiers)               | Frankreich, Nord           | 1926–1934                             | 67 m   | 2005     | Teil des Rathauses; Carillon mit 11 Glocken; Vorgängerbau von 1510; im Ersten Weltkrieg zerstört und dann neu aufgebaut |      |
| Arras (Atrecht)                        | Frankreich, Pas-de-Calais  | 1554                                  | 75 m   | 2005     | Rathausturm; nach dem Ersten Weltkrieg originalgetreu rekonstruiert |      |
| Bailleul (Belle)                       | Frankreich, Nord           | 1932                                  | 62 m   | 2005     | mittelalterlicher Bau im Ersten Weltkrieg zerstört und nicht originalgetreu rekonstruiert; Carillon mit 35 Glocken |      |
| Bergues (Sint-Winoksbergen)            | Frankreich, Nord           | 1961                                  | 54 m   | 2005     | Ursprünglicher Bau von 1240; 1944 zerstört, 1961 in vereinfachter Form wieder aufgebaut; Carillon mit 50 Glocken. Bekannt wurde er auch durch den Film „Willkommen bei den Sch’tis“.                                                                                      |      |
| Béthune (Betun)                        | Frankreich, Pas-de-Calais  | 1346                                  | 33 m   | 2005     | Im Ersten Weltkrieg beschädigt; originalgetreu, aber versetzt wieder aufgebaut; Carillon mit 35 Glocken |      |
| Binche                                 | Belgien, Hennegau          | 14. Jh.                               | 35 m   | 1999     | Teil des Rathauses |      |
| Boulogne-sur-Mer (Beunen)              | Frankreich, Pas-de-Calais  | 18. Jh.                               | 47 m   | 2005     | Ursprünglicher Bau aus dem 12. Jahrhundert; 1712 beschädigt und in heutigen Form wieder aufgebaut |      |
| Brügge (Brugge, frz. Bruges)           | Belgien, Westflandern      | 14./15. Jh.; ab 1240 als Holzturm     | 83 m   | 1999     | Carillon mit 47 Glocken aus dem 17. Jahrhundert |      |
| Calais (Kales)                         | Frankreich, Pas-de-Calais  | 1925                                  | 75 m   | 2005     | Beginn der Bauarbeiten im Jahre 1910, Fertigstellung nach dem Ersten Weltkrieg 1925. Architekt Louis Debrouwer aus Dünkirchen (frz. Dunkerque) verwendete eine neue Bautechnik, nämlich die Verwendung von Stahlbeton.                                                    |      |
| Cambrai (Kamerijk)                     | Frankreich, Nord           | 1736                                  | 62,5 m | 2005     | Ursprünglicher Bau von 1447–1474; heutiger Bau von 1736 |      |
| Charleroi                              | Belgien, Hennegau          | 1936                                  | 70 m   | 1999     | Errichtet im Art-déco-Stil als Teil des Rathauses. |      |
| Comines (Komen)                        | Frankreich, Nord           | 1623                                  | 58 m   | 2005     | |      |
| Dendermonde (frz. Termonde)            | Belgien, Ostflandern       | 1377                                  | 40,3 m | 1999     | Ursprünglich ein Eckturm der Tuchhalle, die 1377 zum Stadthaus erweitert wurde; im Ersten Weltkrieg wurde die gesamte Altstadt schwer beschädigt, dabei ging auch der Carillon verloren, der 1975 durch einen neuen mit 49 Glocken ersetzt wurde; 1925/26 wiederaufgebaut |      |
| Diksmuide (frz. Dixmude)               | Belgien, Westflandern      |                                       |        | 1999     | Belfried und Turm von Sint-Niklaas |      |
| Douai (Dowaai)                         | Frankreich, Nord           | 1380–1475                             | 54 m   | 2005     | Carillon seit 1391, heute mit 62 Glocken eines der größten Europas. |      |
| Doullens (Dorland)                     | Frankreich, Somme          | 1613                                  | 28 m   | 2005     | Rathausturm |      |
| Dünkirchen (Duinkerke; frz. Dunkerque) | Frankreich, Nord           | 15. Jh.                               | 58 m   | 2005     | Der Belfried von Dünkirchen war früher integriert als Kirchturm in die St. Eligius-Kirche, seit 1782 freistehend; Carillon mit 50 Glocken |      |
| Dünkirchen                             | Frankreich, Nord           | 1901                                  | 75 m   | 2005     | Turm des Hôtel de Ville (Rathauses) |      |
| Eeklo                                  | Belgien, Ostflandern       | 1932; Rathaus im 17. Jh. erbaut       | 35 m   | 1999     | |      |
| Gembloux (Gembloers)                   | Belgien, Namur             |                                       | 35 m   | 2005     | Saint-Sauveur-Kirche, das Kirchenschiff wurde 1825 abgerissen; Carillon mit 47 Glocken, |      |
| Gent (frz. Gand)                       | Belgien, Ostflandern       | um 1313–1380                          | 95 m   | 1999     | → Hauptartikel : Belfried (Gent) |      |
| Gravelines (Grevelingen)               | Frankreich, Nord           | 1608                                  | 32 m   | 2005     | |      |
| Herentals                              | Belgien, Provinz Antwerpen | 1534                                  | 35 m   | 1999     | frühere Tuchhalle; nach Plänen von Peter Moens und Merten Casus; Carillon mit 50 Glocken |      |
| Hesdin (Heusden)                       | Frankreich, Pas-de-Calais  | 1563–1629                             | 70 m   | 2005     | |      |
| Ieper (dt. Ypern, frz. Ypres)          | Belgien, Westflandern      | 1200–1230                             | 70 m   | 1999     | Teil der Tuchhallen, zu Beginn des Ersten Weltkrieges schwerstens zerstört, aber seit den 1920er Jahren bis 1967 möglichst originalgetreu rekonstruiert |      |
| Kortrijk (frz. Courtrai)               | Belgien, Westflandern      | älteste Teile von 1307                |        | 1999     | früher Teil der alten Tuchhalle, seit deren Abriss 1899 freistehend |      |
| Löwen Leuven (frz. Louvain)            | Belgien, Flämisch-Brabant  | 1507–1541                             |        | 1999     | Unvollendeter Kirchturm der Sint-Pieterskerk, der Turm sollte nach Plänen Joost Massys’ ca. 165 Meter, zwei weitere äußere je 136 Meter hoch werden; nach Einstürzen 1570, 1572 und 1603 wurde 1613 der oberste Teil des Turms abgebrochen                                |      |
| Lier (frz. Lierre)                     | Belgien, Provinz Antwerpen | 1369                                  | 42,5 m | 1999     | Nach Plänen von Hendrik Mijs; Teil des Rathauses von 1741, jedoch älter; seit 1971 Carillon mit 23 Glocken |      |
| Lille (Rijsel)                         | Frankreich, Nord           | 1924–1932                             | 104 m  | 2005     | Neubau nach Plänen von Émile Dubuisson im Stil der Art déco, nachdem der alte Turm im Ersten Weltkrieg zerstört worden war |      |
| Lo                                     | Belgien, Westflandern      | 1565–1566                             |        | 1999     | nach Plänen von Joos Staesin im Renaissancestil errichtet; Teil des ehemaligen Rathauses; heute Hotel und Restaurant |      |
| Loos                                   | Frankreich, Nord           | 1880                                  | 38 m   | 2005     | nach Plänen von Louis Marie Cordonnier |      |
| Lucheux                                | Frankreich, Somme          |                                       | 22 m   | 2005     | |      |
| Mechelen (frz. Malines)                | Belgien, Provinz Antwerpen | 1449–1520                             | 97,3 m | 1999     | Kirchturm der Sint-Rombouts-Kathedrale; nach Plänen von Rombout Keldermans; wegen finanzieller Schwierigkeiten unvollendet, ursprünglich war eine Höhe von 167 Metern geplant; zwei Carillons                                                                             |      |
| Mechelen                               | Belgien, Provinz Antwerpen | 14. Jh.                               |        | 1999     | unvollendet; ursprünglich Teil der Tuchhalle, die 1526 von Rombout Keldermans zum Rathaus umgewandelt wurde |      |
| Menen (frz. Menin)                     | Belgien, Westflandern      | 1574–1610                             | 33 m   | 1999     | Rathausturm; Carillon mit 49 Glocken |      |
| Mons (Bergen)                          | Belgien, Hennegau          | 1661–1672                             | 87 m   | 1999     | freistehender barocker Turm auf dem Grund einer früheren Burg |      |
| Namur (Namen)                          | Belgien, Namur             | 1388, 1450 erneuert, 1753 restauriert | 20,6 m | 1999     | |      |
| Nieuwpoort                             | Belgien, Westflandern      | 1922                                  | 35 m   | 1999     | Rathaus im Stil der Neorenaissance nach historischem Vorbild rekonstruiert; das ursprüngliche Rathaus wurde im Ersten Weltkrieg zerstört |      |
| Oudenaarde (frz. Audenarde)            | Belgien, Ostflandern       | erste Hälfte des 16. Jh.              |        | 1999     | Rathaus mit Belfried im Stil der Brabanter Gotik |      |
| Roeselare (frz. Roulers)               | Belgien, Westflandern      |                                       |        | 1999     | |      |
| Rue (Rouwe)                            | Frankreich, Somme          |                                       | 29 m   | 2005     | |      |
| Saint-Riquier (Sint-Rikiers)           | Frankreich, Somme          |                                       | 19 m   | 2005     | |      |
| Sint-Truiden (frz. Saint-Trond)        | Belgien, Limburg           | 1608                                  |        | 1999     | |      |
| Thuin                                  | Belgien, Hennegau          | 1639                                  | 60 m   | 1999     | ursprünglich der Kirchturm der Kirche Saint-Theobard, die 1811 abgebrochen wurde |      |
| Tielt                                  | Belgien, Westflandern      | 1558–1560; Vorgängerbau 1275          | 36 m   | 1999     | Hallentoren der früheren Tuchhalle; Carillon von 1773 mit 36 Glocken |      |
| Tienen (frz. Tirlemont)                | Belgien, Flämisch-Brabant  | 1323                                  |        | 1999     | Sint-Germanuskirche mit Stadtturm; Carillon mit 54 Glocken |      |
| Tongern (frz. Tongres)                 | Belgien, Limburg           | 1442–1544                             |        | 1999     | Turm der Liebfrauenbasilika |      |
| Tournai (Doornik)                      | Belgien, Hennegau          | um 1200                               | 72 m   | 1999     | Carillon mit 43 Glocken; 1844 neogotisch umgestaltet, |      |
| Veurne (frz. Furnes)                   | Belgien, Westflandern      | 1617–1628                             |        | 1999     | → Stadt- und Landhaus Veurne |      |
| Zoutleeuw (frz. Léau)                  | Belgien, Flämisch-Brabant  | ab 1231                               |        | 1999     | Kirchturm der Sint-Leonarduskerk; Carillon mit 24 Glocken |      |

## Belfriede in Nachbarregionen
| Stadt | Region                                   | Gebäude                               | Bauzeit | Höhe | Weltkulturerbe seit | Besonderheiten | Bild |
| ----- | ---------------------------------------- | ------------------------------------- | ------- | ---- | ------------------- | --- | ---- |
| Sluis | Zeeuws Vlaanderen (Seeländisch Flandern) | Turm des Rathauses (Commons:Category) | ab 1386 |      | Rijksmonument 33890 | einziger Belfried der Niederlande, Turm im Zweiten Weltkrieg völlig zerstört                                                         |      |
| Köln  | Rheinland / Nordrhein-Westfalen          | Kölner Ratsturm                       | ab 1402 | 61 m |                     | gehört im Gegensatz zu den älteren Teilen des Rathauses stilistisch der Brabanter Gotik an; Carrillon allerdings wohl erst seit 1958 |      |

## Neugotik
Eine Renaissance erlebte der Belfried in zahlreichen Rathausbauten, aber auch Postgebäuden, Bahnhöfen und anderen öffentlichen Bauwerken der Neugotik im späten 19. und frühen 20. Jahrhundert, jetzt auch außerhalb des ursprünglichen Verbreitungsgebietes.